# Amazonides ecstrigata
Amazonides ecstrigata är en fjärilsart som beskrevs av George Francis Hampson 1903. Amazonides ecstrigata ingår i släktet Amazonides och familjen nattflyn. Inga underarter finns listade i Catalogue of Life.